# 페터 베르크만 사건
페터 베르크만 사건(영어: Peter Bergmann Case)은 2009년 6월 16일, 아일랜드의 슬라이고에서 발생한 미제 사건이다. 슬라이의 로스즈 포인트 해변(Rosses Point Beach)에서 50대로 추정되는 신원 불명의 남성이 나체 시신으로 발견된 사건으로 2021년 현재 사건 발생 12년이 되도록 해결되지 못한 상태다. 사망자가 페터 베르크만(Peter Bergmann)이란 가명을 사용하고 다녔기에 임시로 사망자의 이름을 페터 베르크만이라고 명명하면서 이 사건 역시 페터 베르크만 사건이라고 명명했다. 사망자의 이름을 영어로 읽어서 피터 버그만 사건으로 부르기도 한다. 1948년 오스트레일리아에서 일어난 타맘 슈드 사건, 1970년 노르웨이에서 일어난 이스다렌의 여인과 여러 모로 유사성을 보이고 있다.

## 사건 일지
2009년 6월 16일 오전 6시 45분, 로스즈 포인트 해변에서 아서 킨셀라(Arthur Kinsella)라는 남성이 아들 브라이언과 함께 철인 3종 경기를 연습하다가, 해변에 60세 정도로 보이는 남자가 나체로 누운 모습을 발견하여 사건이 세상에 알려졌다. 이 남자는 물에 빠졌는지 온몸이 젖어 있었다. 아서 킨셀라 부자는 곧바로 구급대에 신고했고 이 남자는 곧바로 병원으로 이송됐으나 그날 오전 8시 10분, 발레리 맥고완(Valerie McGowan) 박사가 이 남성이 공식적으로 사망했다고 공표했다.
현장 주변에는 사망자의 것으로 보이는 검은 가죽 재킷과 청바지, 파란 양말, 검은 가죽 벨트와 검정 구두가 발견됐다. 의상은 C&A 제품이었는데 유럽의 유명한 패션 소매상으로 매장은 주로 독일과 오스트리아에 있었다. 그러나 사망자의 신분증은 어디에서도 발견되지 않아 사망자의 신원을 알 방법이 없었다. 죽은 남자는 체구가 가냘프고 짧은 회색 머리를 했으며 연령대는 50대 후반~60대 초반으로 보여 1949~54년생으로 추정되고 키는 179cm 정도였으며 눈은 파랗고 피부는 햇빛에 잘 그을렸다. 옷차림은 깔끔했으며 얼굴도 단정하게 면도했고 머리 역시 잘 빗질된 상태였다. 또 외모로 보아 전문직에 종사하는 남성으로 보였다. 죽은 남자를 본 증인들의 증언에 따르면 남자는 독일계로 보였으며 독일어 억양이 강한 영어를 구사했다고 한다. 또 상당히 골초여서 담배를 자주 피웠다고 하고 실제 CCTV 영상에서도 죽은 남성이 수시로 흡연을 하는 모습이 관찰되었다. 사망한 남성이 독일어 억양이 강한 영어를 구사한 점과 착용한 의류가 독일이나 오스트리아에서 주로 많이 팔리는 브랜드라는 점을 감안하면 이 남성은 독일이나 오스트리아에서 왔을 가능성이 높았다.
경찰은 곧바로 이 남성에 대한 신원 수배를 내렸다. 그리고 얼마 지나지 않아 로스즈 포인트 해변 근교에 위치한 슬라이고 시티 호텔(Sligo City Hotel) 직원이 이 남성의 신원에 대해 제보했다. 이 남성은 슬라이고 시티 호텔에 투숙했던 투숙객 오스트리아인 페터 베르크만이라는 것이다. 그리하여 경찰은 사망자의 신원을 오스트리아 출신의 페터 베르크만으로 결론을 내렸다. 그렇게 손쉽게 사건이 해결되는 듯했는데 조사 결과 페터 베르크만이란 남성은 어디에도 존재하지 않았다. 아일랜드에 입국한 외국인들의 기록을 조사한 결과 페터 베르크만이란 오스트리아인은 나오지도 않았고 아예 이 남성이 아일랜드에 입국했다는 기록 자체도 없었다. 또 사망자가 호텔에 체크인을 작성할 때 썼던 주소 또한 실제는 공터로 밝혀졌다. 즉, 아일랜드에 입국하지도 않은 사람이 버젓이 며칠 동안 아일랜드의 호텔을 이용한 뒤 해변가에서 죽었다는 뜻이었다. 결국 이 남성이 페터 베르크만이 아니라는 게 밝혀지면서 경찰은 이 남성의 진짜 신원을 찾는데 주력해야 했다.

## 페터 베르크만의 마지막 행적
아일랜드 경찰은 페터 베르크만의 마지막 행적을 탐문해 정확한 신원과 사건 경위를 밝히려 했다. 확인 결과, 이 남자가 슬라이고에 도착한 때는 사망하기 나흘 전인 6월 12일로 밝혀졌다. 그 날 오후 2시 반에서 4시 사이에 페터 베르크만은 아일랜드의 데리에 위치한 얼스터 버스 정류장에 나타났다. 그리고 슬라이고 역으로 가는 버스에 탑승해 검은색 숄더 백과 여행가방을 함께 실었다. 슬라이고 역에 도착한 때는 6월 12일 저녁 6시 28분이었다. 역에 도착한 페터 베르크만은 택시를 잡아 슬라이고 시티 호텔로 향했고 65유로를 지불했다. 그 다음 슬라이고 시티 호텔에서 페터 베르크만이라는 가명을 대고 체크인하고, 주소를 오스트리아의 빈에 있는 어딘가라고 거짓으로 적었다.
그가 호텔에 머무는 동안 보안 카메라 녹화 영상에 개인적인 소지품들로 가득찬 보라색 비닐봉투를 들고 건물을 떠나는 것이 포착되었다. 그러나 그가 장거리 산책을 마치고 다시 돌아왔을 때 그 보라색 비닐봉투는 더 이상 갖고 있지 않았다. 이 의문의 보라색 비닐봉투는 슬라이고 시내에서 물건들을 갖다 버린 후 비닐봉투를 접어서 그의 호주머니 안에 넣은 것으로 추정되었다. 수사 당국에서는 죽은 남성이 감시 카메라의 사각지대를 이용해 돌아다녔기 때문에 그가 공공 쓰레기통에 물건을 버린 사실을 확인할 수 없었다. 그의 행동이 매우 세심하고 꼼꼼했기 때문에 그의 신원을 밝힐 수 있을 만한 개인 소지품들을 자신이 잘 아는 어느 곳에 숨긴 것이 아닌가 하는 추측만 할 수 있을 뿐이었다. 끝내 문제의 이 보라색 비닐봉투 속에 든 물건이 무엇인지는 안 밝혀졌다.
6월 13일, 그 날 10시 49분에 그가 우체국으로 걸어가 그곳에서 82센트짜리 우표와 항공메일 스티커를 구매하는 모습이 목격되었다. 다음 날인 6월 14일에는 11시에서 11시 반 사이에 죽은 남성은 슬라이고 시티 호텔을 떠나 택시를 탔고 그 때 택시 기사에게 수영하기 좋은 조용한 해변이 있으면 추천해달라고 했다고 한다. 택시 운전기사는 그에게 로스즈 포인트 해변을 추천했고 죽은 남성을 태우고 로스즈 포인트 해변으로 데려다 주었다고 한다. 그리고 페터 베르크만은 자신을 슬라이고 버스 정류장에서 내려주었던 택시와 똑같은 택시를 잡아 타고 호텔로 돌아왔다.
6월 15일 13시 6분에 페터 베르크만은 체크 아웃을 했고 방 열쇠를 반납했다. 그는 검은색 숄더백과 보라색 비닐봉투 그리고 또 다른 검은색 여행가방을 들고 갔다. 그런데 이상한 점이 있다. 그가 처음 슬라이고에 도착했을 때 끌고 왔던 검은색 여행가방은 들고 있지 않았던 것이다. 즉, 그가 처음 호텔에 체크인을 할 때 들고 있었던 검은색 여행가방 A가 어느 새 바뀌어서 체크아웃을 할 때엔 검은색 여행가방 B를 들고 있었던 것이다. 이 검은색 여행가방 A의 행방은 찾을 수가 없었다. 체크아웃을 하고 나간 뒤 그는 콰이 스트리트(Quay Street)와 와인 스트리트(Wine Street)를 거쳐 버스 정류장으로 걸어갔고 콰이사이드 쇼핑 센터에서 멈춰서서 몇 분 동안 입구에서 누군가를 꼴사납게 기다렸다고 한다. 그리고 13시 16분에 콰이사이드 쇼핑 센터를 떠나 와인 스트리트를 따라서 버스 정류장 방향으로 여전히 3개의 가방을 지닌 채로 걸어갔다. 13시 38분에 그는 버스 정류장에서 카푸치노와 햄, 치즈 토스트 샌드위치를 사먹었다. 음식을 먹는 동안 그는 호주머니 속에 있던 종이 몇 장을 꺼내 읽었다. 그 종이 몇 장을 읽은 뒤 그는 종이를 반으로 찢어서 근처 쓰레기통에다 버렸다. 그는 14시 20분에 로스즈 포인트로 발차하는 버스에 올라탔다. 그는 해변을 거닐며 아무 생각 없이 행인들에게 인사하는 16명의 사람들에게 목격된 것으로 조사되었다.
그리고 이것을 끝으로 페터 베르크만은 다음 날인 6월 16일에 앞서 언급했듯이 아서 킨셀라 부자에게 사망한 채로 발견되었다. 하지만 이러한 사실 외에는 별 다른 정보를 얻지 못해 페터 베르크만의 진짜 정체를 파악하는 덴 실패하였다.

## 부검 결과
검시 보고서에 따르면 페터 베르크만의 시신은 로스즈 포인트 해변에서  해변을 따라 그의 의류가 흩어진 채 나체 상태로 발견되었으나 지갑이나 현금 혹은 신분증은 없었다고 한다. 슬라이고의 검시관은 사망자의 사인은 익사로 추정되며 남자의 죽음이 살인이라고 확신할 만한 이유가 될 폭행의 흔적은 찾아볼 수 없었다고 했다. 페터 베르크만의 치아는 좋은 상태였으나 자주 치과 치료를 받은 것으로 보이는 흔적이 발견되었다. 그는 근관 수술을 받은 흔적과 입 오른쪽에 금니를 덮어씌운 흔적 그리고 왼쪽 아래턱 잇몸에 은 필링을 받은 흔적이 있었다.
그리고 페터 베르크만은 옷 차림은 잘 차려 입었으나 건강은 매우 허약했다고 드러났다. 겉보기로 봤을 때도 그는 179cm의 키에 비해 체격이 매우 왜소했고 부검을 한 결과 그는 전립선암 진행 단계였고 뼈 종양 증세도 있다는 걸 보였다. 그리고 그의 심장은 과거에 심근경색을 앓았던 흔적을 보여주었으며 신장 역시 하나 뿐이었다. 이렇게 남성이 심각한 건강 상태를 보였으나 독성학 검사 결과 그의 장기 어느 곳에서도 약 성분이 검출되지 않았다고 한다. 그런데다 앞서 말했듯이 이렇게 건강상태가 허약한데도 불구하고 페터 베르크만은 골초로 담배를 상당히 자주 피우는 모습이 CCTV 영상에 자주 포착되었다.  이 정도 건강 상태였으면 담배는커녕 약을 밥 삼아서 먹어야 할 텐데 도무지 이해가 가지 않는 것이었다. 검시관은 그의 심근경색과 건강상태로 인해 남성은 중대한 통증과 처방전을 요구하는 진통제 혹은 최소한 처방전이 없는 진통제로 그의 통증을 관리했을 것이라고 밝혔다.

## 근황
아일랜드 경찰은 페터 베르크만의 진짜 신원을 찾기 위해 5개월 동안 수사를 했으나 결국 실패하고 말았다. 결국 페터 베르크만이란 가명을 쓰고 아일랜드에 나타난 건강이 매우 허약한 이 독일계 남성의 진짜 정체는 알려지지 않은 채 4명의 평화수호대 대원들이 참석한 채 치러진 조촐한 장례식을 끝으로 아무 연고도 없는 슬라이고에 쓸쓸히 묻히고 말았다. 그런가 하면 2015년에 프랑스의 언론사인 르몽드에서 이 사건에 대해 오스트리아 경찰 측과 접촉하여 확인한 결과 아일랜드 경찰 측에선 단 한 번도 이 사건과 관련해 자신들과 접촉한 적이 없다고 밝혔다. 또한 르몽드는 페터 베르크만의 시신이 발견되었기 때문에 인터폴의 '실종자' 혹은 '찾는 사람' 이 2가지 범주 어디에도 들어가지 않았고 그에 대한 공지도 없었다고 보도했다. 결국 페터 베르크만을 실종자로 보고하는 것은 전적으로 출신 국가의 손에 달리게 되었다.

## 같이 보기
- 타맘 슈드 사건
- 이스다렌의 여인
- 엘도라도 제인 도